# Freddie Freeman
Frederick Charles Freeman (nascido em 12 de setembro de 1989) é um jogador profissional de beisebol que atua como primeira base pelo  Atlanta Braves da Major League Baseball (MLB). Está na equipe dos Braves desde que foi escolhido pelo time no draft de 2007. Fez sua estreia na  MLB em 2010 e foi convocado quatro vezes para o All-Star Game.